# Jógvan Sundstein
Jógvan Sundstein, född 25 maj 1933 i Tórshavn, död 8 juli 2024 i Holbæk i Danmark, var en färöisk politiker.
Mellan åren 1989 och 1991 var Sundstein Färöarnas lagman (regeringschef). Han var med i partiet Fólkaflokkurin.